# Schoepfiaceae
Schoepfiaceae es una familia de angiospermas dicotiledóneas perteneciente al orden Santalales. Está compuesta por tres géneros y unas 55 especies de plantas herbáceas y  parásitas  distribuidas principalmente en América del Sur, América Central y con algunos representantes en regiones tropicales del sudeste de Asia y Malasia.
Schoepfiaceae ha sido aceptada sólo recientemente por el sistema de clasificación APG III. En otros sistemas de clasificación de plantas los géneros Arjona y Quinchamalium habían sido dispuestos en Olacaceae o Santalaceae.